# Llana de fibra de roca
|  | No s'ha de confondre amb Llana de vidre. |

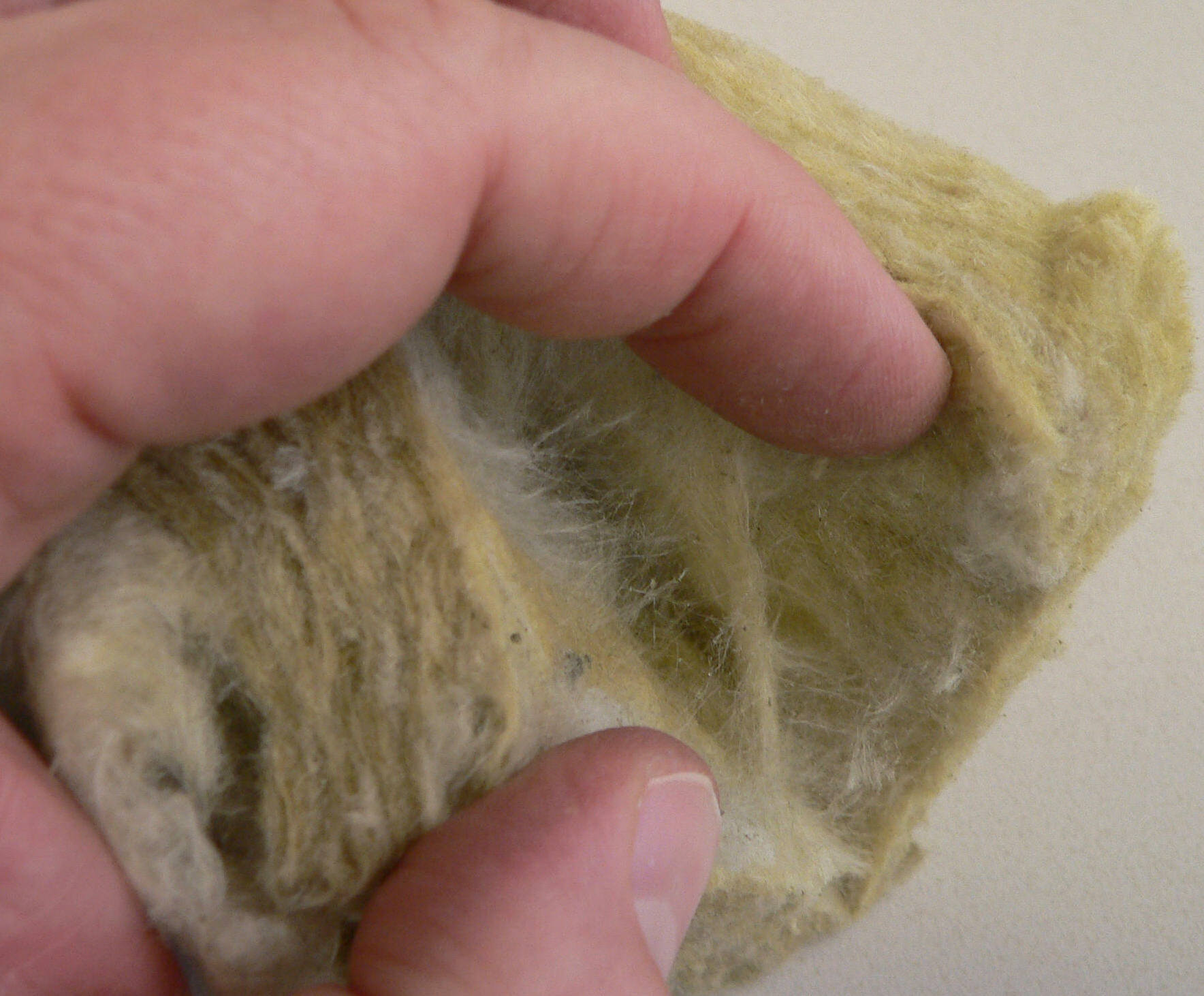
Llana de fibra de roca.

La llana de fibra de roca o simplement llana de roca (en anglès:Mineral wool) són fibres de minerals o òxids metàl·lics. Quan es fan només de materials sintètics inclouen la llana de vidre i les fibres ceràmiques. Les aplicacions industrials de la llana de roca inclouen l'aïllament tèrmic, la filtració l'aïllament acústic i la hidroponia. El 1840 s'obtingueren les primeres llanes de fibra de roca però resultaren insalubres.

## Fabricació
S'obtenen de la lava en forns a una temperatura d'uns 1600 °C i més modernament per rotació de la lava a alta velocitat. El producte final és una massa de fibres fines que conté també productes aglutinants, midons i olis minerals per reduir la formació de pols.

## Usos
Encara que les fibres individuals transmeten molt bé la calor, quan estan premudes en rotlles i capes es converteixen en excel·lents aïllants tèrmics i absorbents del so. La fibra de vidre, les fibres ceràmiques i la llana de roca és l'aïllant del foc més comú. És un material molt poc atractiu per a rosegadors però s'hi desenvolupen bacteris si resta moll. També té altres usos com per exemple en automoció.

## Seguretat
Cal tenir en compte en el maneig que aquests materials irriten els ulls, pell i tracte respiratori. És un possible carcinogen en l'exposició perllongada similar a l'asbest. L'efecte depèn de les caracterísitiques físiques del producte (diàmetre de la fibra, composició química i persistència dins el cos humà).